# Synagogue espagnole (Prague)

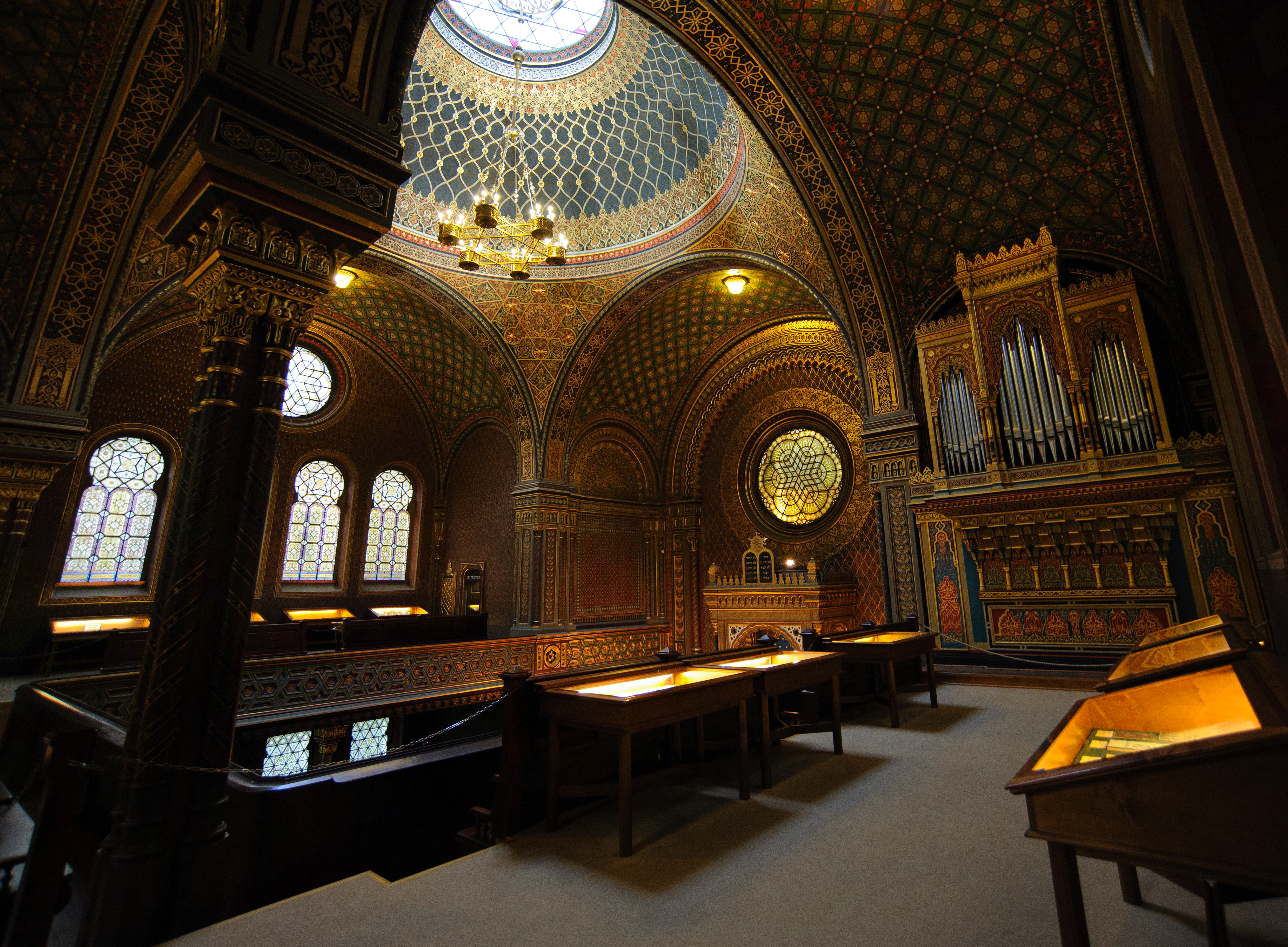
Vue intérieure de la synagogue espagnole.

La synagogue espagnole (en tchèque Španělská Synagoga) a été construite en 1868 à l'emplacement de la plus ancienne synagogue Altshul de Prague qui datait du XIIe siècle et qui a été détruite en 1867. Elle a été conçue dans un style mauresque par Vojtěch Ignác Ullmann. C'est la plus récente synagogue de Josefov, l'ancien quartier juif de Prague.

## Origine
La première synagogue de Prague, connue sous le nom de Vieille École ou Altshul (Stará škola, shul désignant souvent la synagogue en yiddish), s'élevait à cet endroit. Elle n'était pas destinée aux communautés séfarades, comme son nom pouvait le faire croire,. Celle-ci se trouvait géographiquement séparée, mais pas trop éloignée de la communauté qui se regroupait autour de la Synagogue vieille-nouvelle vers 1250. Il ne reste plus rien de la « Vieille École » et le sanctuaire actuel, dit depuis le XXe siècle « espagnol » (en référence au style de la Renaissance maure), date de la seconde moitié du XIXe siècle.
František Škroup, le compositeur de l’hymne national tchèque, en fut l’organiste de 1836 à 1845, donc avant sa reconstruction.

## Architecture de la synagogue
La synagogue est structurée selon un plan carré régulier avec un large dôme surmontant l’espace central.
Sur trois côtés, il y a des galeries sur des structures métalliques, qui sont entièrement ouvertes sur la nef. La remarquable décoration intérieure met en évidence une base arabesque en stuc inspirée de modèles hispano-mauresques, que l’on retrouve également sur les murs, portes et balustrades de la galerie.
L’intérieur, ainsi que les vitraux, ont été conçus par les architectes A. Baum et B. Munzberg, et parachevés en 1893.
Par la réouverture de la synagogue espagnole – fermée pendant plus de vingt ans – le 130e anniversaire de sa création (en 1998), le Musée juif de Prague conclut un de ses plus ambitieux projets.

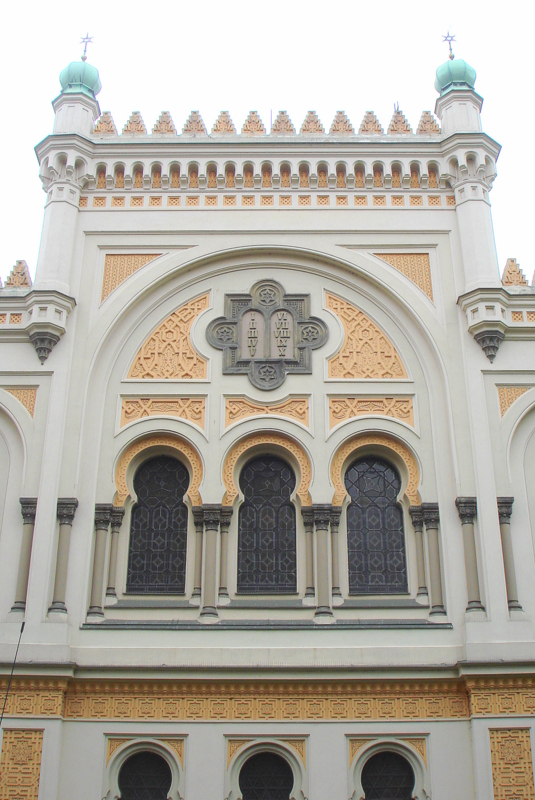
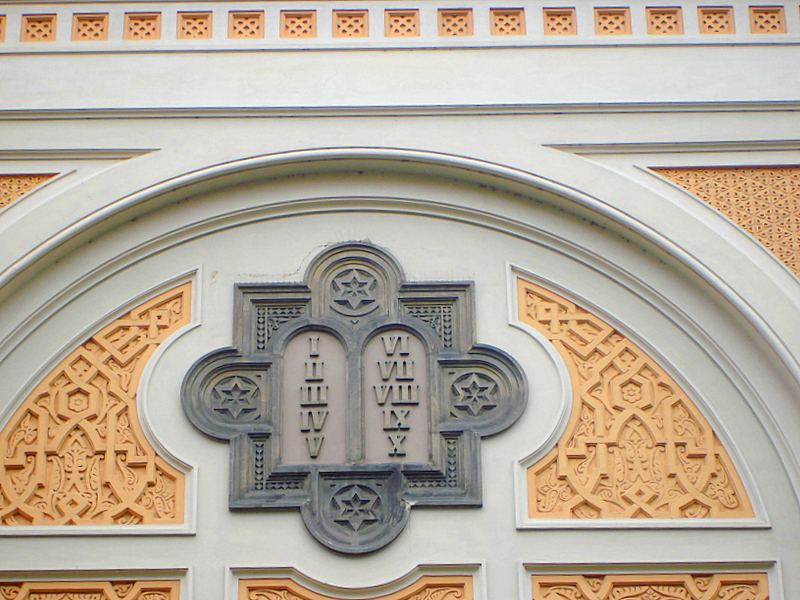
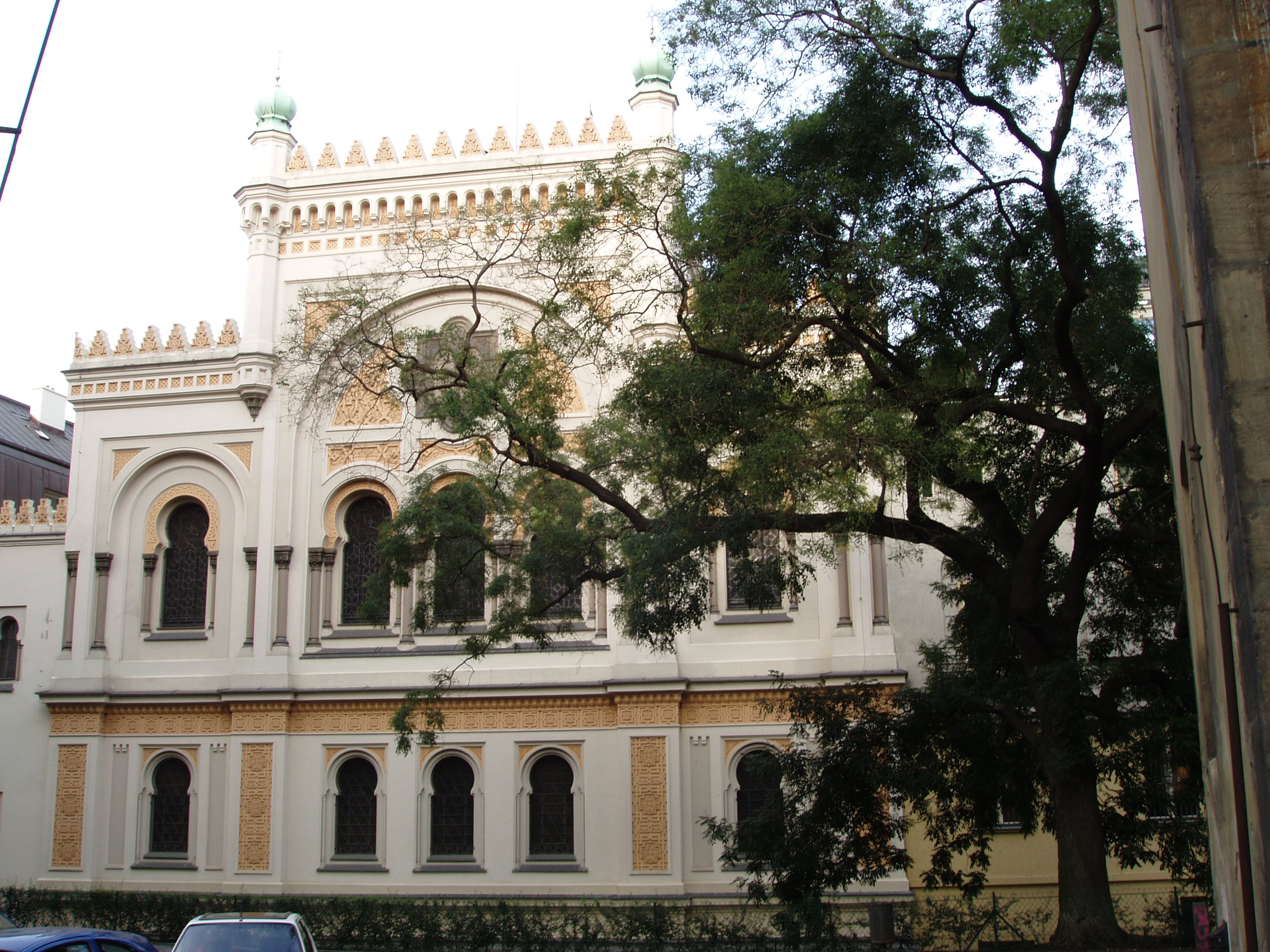
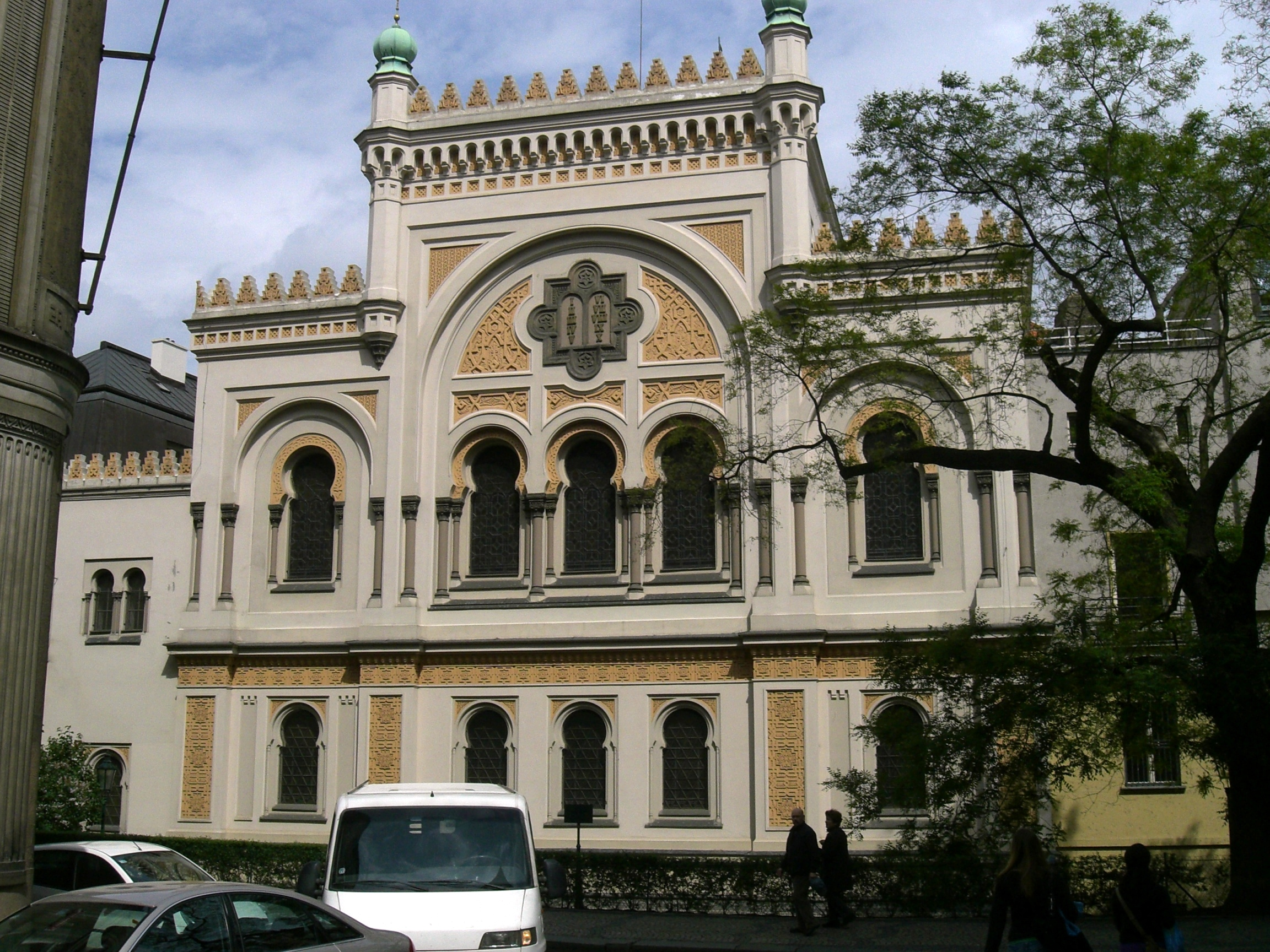
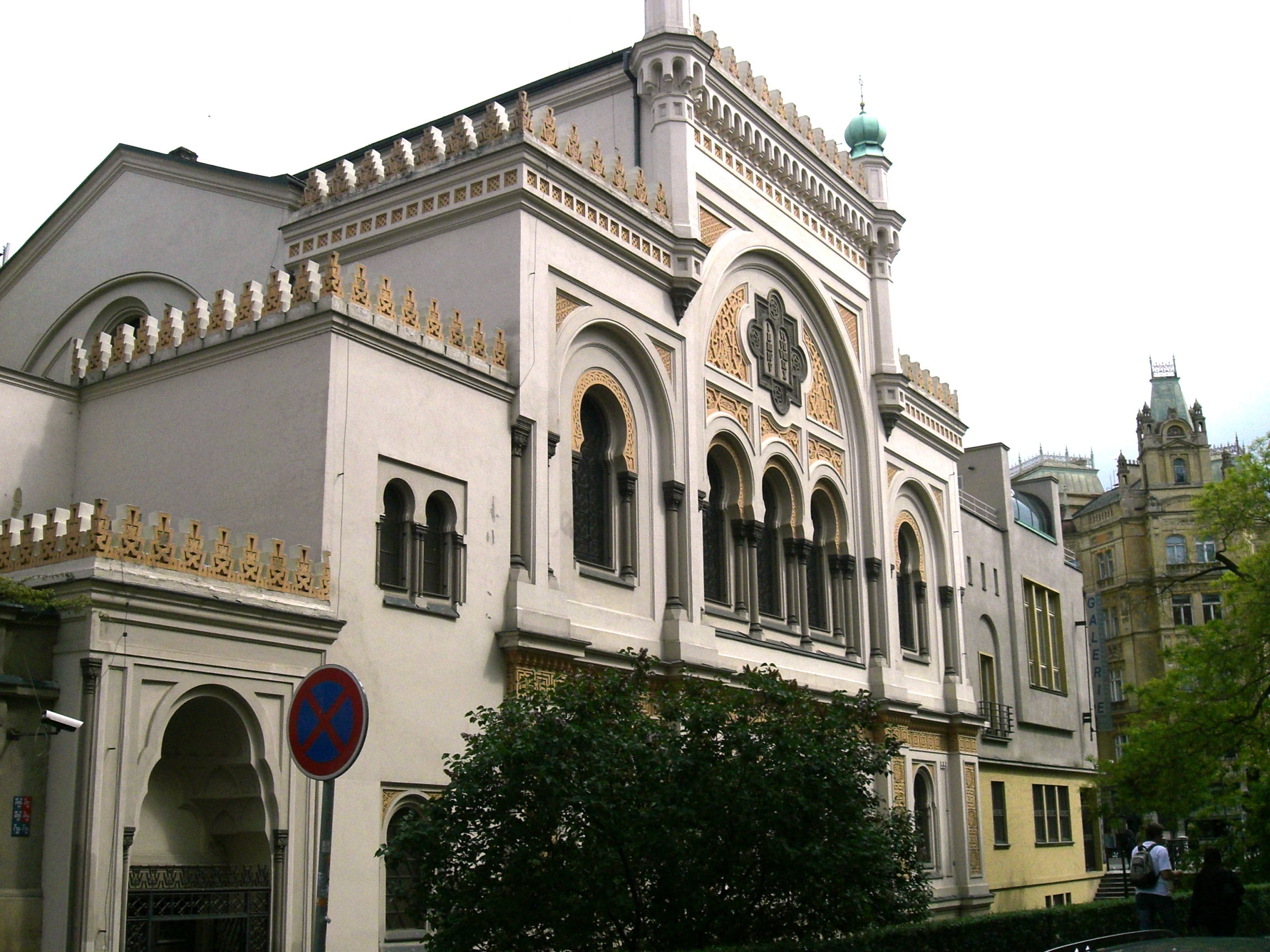
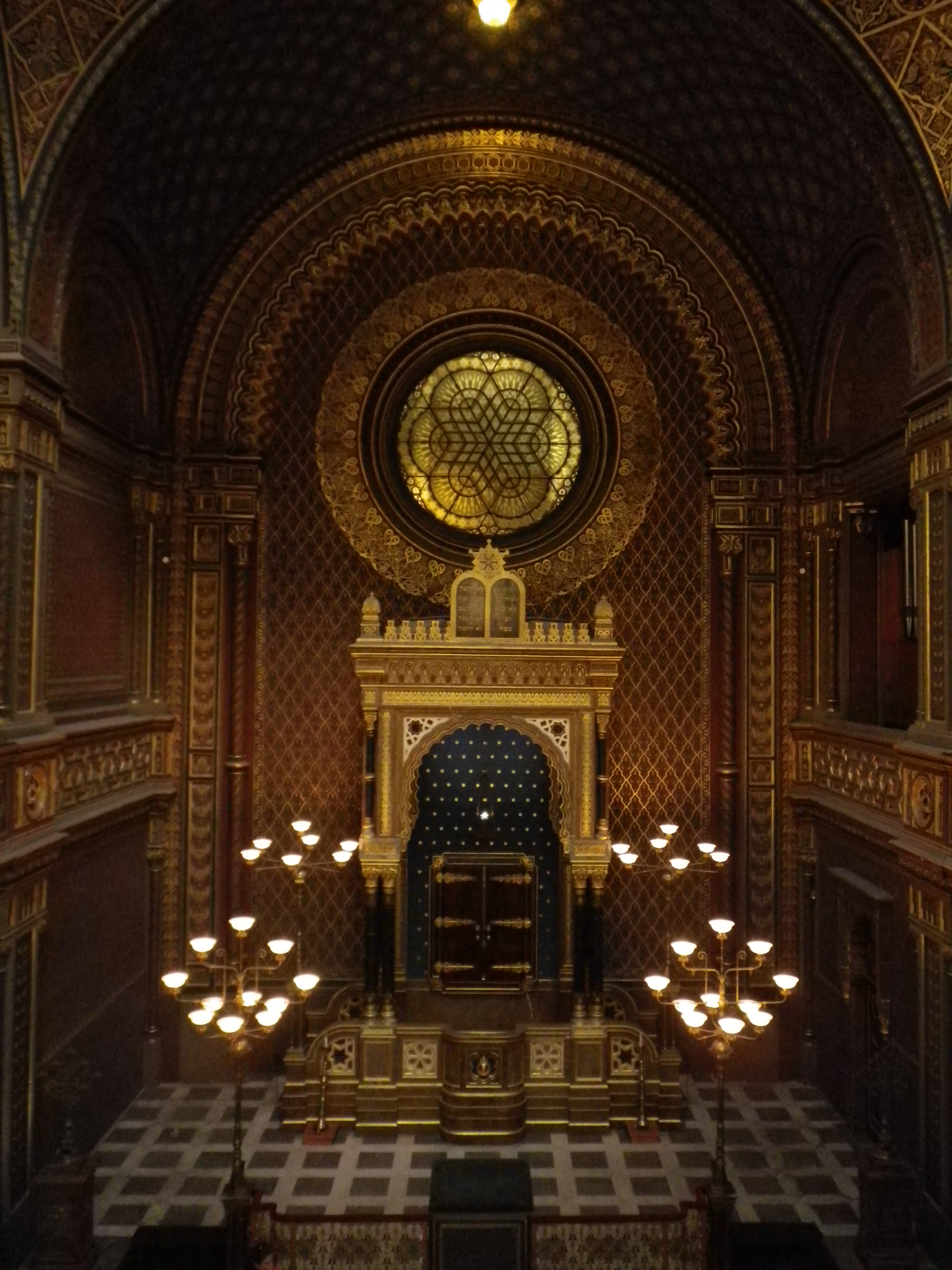
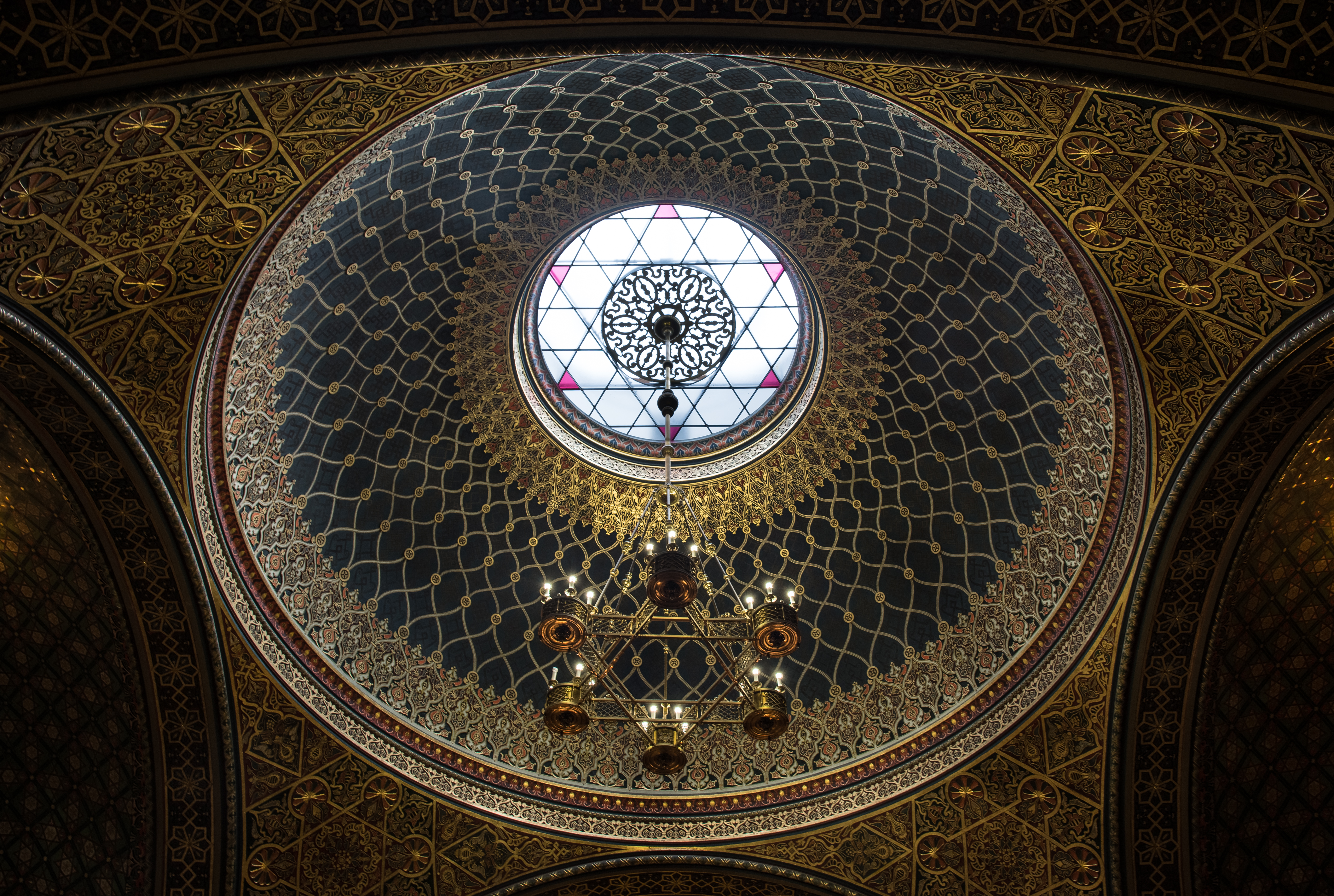

## L'usage actuel
À l’intérieur se trouve la deuxième partie de l’exposition permanente consacrée aux Juifs de Bohême et de Moravie.
Après 1994 la synagogue est devenue le lieu de prière de la communauté « Bejt Praha », la Communauté juive ouverte de Prague, proche du rite conservateur[réf. souhaitée].
Après les rénovations des synagogues Pinkas (2018), Maisel (2015) et l'ouverture du Centre d'information et de réservation (2014), la rénovation de la synagogue espagnole a constitué le quatrième projet de revitalisation du Musée juif de Prague.
Elle a rouvert en offrant une exposition permanente, incluant des éléments interactifs, des équipements modernes à l'usage du public ainsi qu'un accès facilité pour les personnes handicapées.  